# 農工銀行
農工銀行（のうこうぎんこう）とは、1896年（明治29年）制定の農工銀行法に基づき、各府県に設立された特殊銀行の一つである。1921年（大正10年）に日本勧業銀行及農工銀行ノ合併ニ関スル法律（大正10年法律第80号）が制定され、その後日本勧業銀行に合併された。

## 概要
農工業の改良のための長期融資を目的に日本勧業銀行（勧銀）を設立するために1896年（明治29年）に日本勧業銀行法が成立する際に、一緒に成立した農工銀行法に基づいて、設立された。農工銀行は勧銀への取り次ぎまたは勧銀と同等の業務を行い、事実上の勧銀の子会社的な存在であった。1900年（明治33年）8月に徳島県に阿波農工銀行が設立されたことで、北海道を除く全府県に一行ずつ設立されたことになった。
農工銀行の貸付は長期年賦で元利返済ができるなど、農工業者に有利な面があった。一方で担保となる不動産価格の査定がきびしく、貸付額も過少であり、申し込みから貸出までに時間がかかりすぎるなどの問題点も存在した。
1911年（明治44年）の農工銀行法改正により、これまで農工業資金の貸付に限定されていたのが、市街地を含む不動産を担保にすることでどこへでも貸し付けられるようになった。
1921年（大正10年）に日本勧業銀行及農工銀行ノ合併ニ関スル法律（大正10年法律第80号）が制定され、勧銀と農工銀行の合併が促された。佐賀県農工銀行が勧銀に吸収合併されたのをきっかけに、国内のすべての農工銀行は、1944年（昭和19年）までに勧銀に吸収合併されるようになった（農工銀行の一部には、吸収合併される前に経営破綻したものもあり、結果的に受け皿として勧銀支店を新規設置の上で継承したケースもある）。
現在のみずほ銀行が後身である。みずほ銀行は北海道を除く全府県に設立されていた農工銀行が前身の1つであることから、全都道府県に店舗が存在する（ただし、合併の過程で旧第一店や旧富士店への併合等もあり、また一部店舗は他行へ売却している）。

## 存在した農工銀行

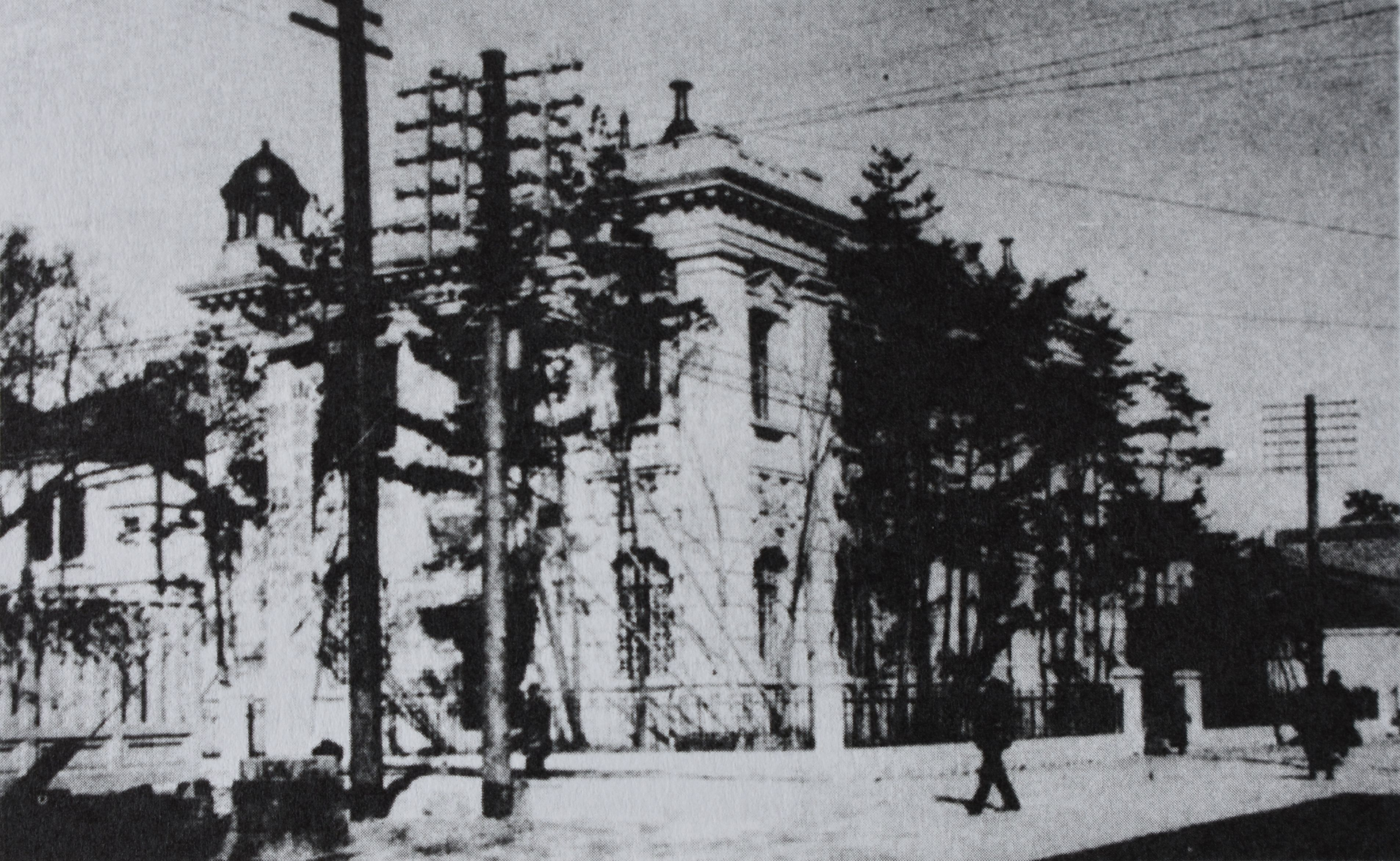
明治時代の「山梨農工銀行」

| 都道府県 | 行名             | 勧銀への 吸収年 | 備考                                                                           |
| 北海道   | 該当なし         |                 | 道内に農工銀行は設立されず、かわりに北海道拓殖銀行が存在した。                 |
| 青森県   | 青森県農工銀行   | 1922年          |                                                                                |
| 岩手県   | 岩手県農工銀行   | 1930年          |                                                                                |
| 宮城県   | 宮城県農工銀行   | 1937年          |                                                                                |
| 秋田県   | 秋田農工銀行     | 1922年          |                                                                                |
| 山形県   | 両羽農工銀行     | 1922年          |                                                                                |
| 福島県   | 福島県農工銀行   | 1944年          |                                                                                |
| 茨城県   | 茨城農工銀行     | 1944年          |                                                                                |
| 栃木県   | 栃木県農工銀行   | 1930年          |                                                                                |
| 群馬県   | 群馬県農工銀行   | 1930年          |                                                                                |
| 埼玉県   | 埼玉農工銀行     | 1930年          |                                                                                |
| 千葉県   | 千葉県農工銀行   | 1927年          |                                                                                |
| 東京府   | 東京府農工銀行   | 1936年          |                                                                                |
| 神奈川県 | 神奈川県農工銀行 | 1944年          |                                                                                |
| 山梨県   | 山梨農工銀行     | 1921年          |                                                                                |
| 長野県   | 長野農工銀行     | 1930年          |                                                                                |
| 新潟県   | 新潟県農工銀行   | 1922年          |                                                                                |
| 静岡県   | 静岡農工銀行     | 1922年          |                                                                                |
| 岐阜県   | 濃飛農工銀行     | 1937年          |                                                                                |
| 愛知県   | 愛知県農工銀行   | 1944年          | 1925年に尾三農工銀行から改名                                                   |
| 三重県   | 三重県農工銀行   | 1937年          |                                                                                |
| 富山県   | 富山県農工銀行   | 1922年          |                                                                                |
| 石川県   | 石川県農工銀行   | 1922年          |                                                                                |
| 福井県   | 福井県農工銀行   | 1922年          |                                                                                |
| 滋賀県   | 滋賀県農工銀行   | 1938年          |                                                                                |
| 京都府   | 京都府農工銀行   | 1922年          |                                                                                |
| 大阪府   | 大阪農工銀行     | 1937年          |                                                                                |
| 兵庫県   | 兵庫県農工銀行   | 1937年          |                                                                                |
| 奈良県   | 奈良農工銀行     | 1930年          |                                                                                |
| 和歌山県 | 和歌山県農工銀行 | 1923年          |                                                                                |
| 鳥取県   | 鳥取県農工銀行   | 1922年          | 1897 年に県によって設立され，本店は鳥取市に置かれた。                          |
| 島根県   | 島根県農工銀行   | 1922年          |                                                                                |
| 岡山県   | 岡山県農工銀行   | 1944年          |                                                                                |
| 広島県   | 広島県農工銀行   | 1937年          |                                                                                |
| 山口県   | 防長農工銀行     | 1921年          |                                                                                |
| 徳島県   | 阿波農工銀行     | 1937年          |                                                                                |
| 香川県   | 讃岐農工銀行     | 1922年          |                                                                                |
| 愛媛県   | 愛媛県農工銀行   | 1937年          |                                                                                |
| 高知県   | 土佐農工銀行     | 1922年          |                                                                                |
| 福岡県   | 福岡県農工銀行   | 1921年          |                                                                                |
| 佐賀県   | 佐賀県農工銀行   | 1921年          |                                                                                |
| 長崎県   | 長崎県農工銀行   | 1929年          |                                                                                |
| 熊本県   | 肥後農工銀行     | 1927年          | 明治31年開業                                                                   |
| 大分県   | 大分県農工銀行   | 1937年          |                                                                                |
| 宮崎県   | 宮崎農工銀行     | 1934年          |                                                                                |
| 鹿児島県 | 鹿児島県農工銀行 | 1937年          |                                                                                |
| 沖縄県   | 沖縄県農工銀行   | 1922年          | 現在のみずほ銀行那覇支店は、旧第一勧銀が1984年に新設扱いで出店した店舗である。 |

## 註釈
1. ↑  『写真集 明治大正昭和 甲府』ふるさとの想い出 10、飯田文弥・坂本徳一著、図書刊行会、昭和53年、国立国会図書館蔵書、2019年3月22日閲覧
2. ↑  鳥取県を中心とした産業発展の歴史エネルギア地域経済レポート No.488 2015.3